# Mihail Majearu
Mihail Majearu (n. 15 iulie 1960, Galați) este un fost fotbalist român, cunoscut pentru activitatea ca jucător pentru echipa Steaua București. A câștigat Cupa Campionilor Europeni 1985-1986, în care a ratat un penalty. În 2010 era antrenorul unei grupe de juniori a școlii de fotbal Marius Lăcătuș.
La data de 25 martie 2008, Majearu a fost decorat de către Președintele României, Traian Băsescu, cu Ordinul „Meritul Sportiv”, clasa a II-a pentru rolul avut în câștigarea Cupei Campionilor Europeni de către Steaua, în 1986. Acum este antrenor la școala de fotbal 'Marius Lăcătuș'. În vara 2010 a început din nou ca antrenor la centrul de copii și juniori a Steaua, dar în ianuarie 2011 a fost concediat de patronul Becali.

## Titluri

### Steaua București
- Divizia A: 1985, 1986, 1987, 1988
- Cupa României: 1985, 1987, 1988
- Cupa Campionilor Europeni: 1986
- Supercupa Europei: 1986